# Menagerie (álbum)
Menagerie es el sexto álbum de estudio del cantante estadounidense de R&B Bill Withers, lanzado el 29 de octubre de 1977 a través del sello Columbia Records.

## Recepción
Menagerie es en general más dinámico y menos introspectivo que los álbumes anteriores de Withers. Ninguna de las canciones aborda emociones intensamente personales del tipo que daban un toque oscuro a temas anteriores de Withers como "Use Me", "Better Off Dead" o "Who Is He (And What Is He to You)". Los arreglos también son generalmente optimistas y alegres, con "I Want to Spend the Night" y "Tender Things" con un toque latino distintivo, y "Lovely Night for Dancing" y "She Wants To (Get On Down)" que muestran influencias disco. El sencillo principal "Lovely Day" se convirtió en una de las canciones emblemáticas de Withers, particularmente en el Reino Unido, donde alcanzó el top 10 tanto en su lanzamiento original como nuevamente en una versión remezclada de 1988.
Menagerie alcanzó el puesto 16 en la lista de R&B y el puesto 39 del Billboard 200, y fue el álbum más vendido de Withers en el Reino Unido, donde alcanzó el puesto 27.

## Canciones
| No. | Título                        | Compositor                     | Duración |
| --- | ----------------------------- | ------------------------------ | -------- |
| 1.  | "Lovely Day"                  | Bill Withers, Skip Scarborough | 4:15     |
| 2.  | "I Want to Spend the Night"   | Withers                        | 3:41     |
| 3.  | "Lovely Night for Dancing"    | Withers                        | 5:51     |
| 4.  | "Then You Smile at Me"        | Withers, Clarence McDonald     | 4:54     |
| 5.  | "She Wants To (Get On Down)"  | Withers, Larry Nash            | 3:15     |
| 6.  | "It Ain't Because of Me Baby" | Withers, Michael Jones         | 3:31     |
| 7.  | "Tender Things"               | Withers                        | 5:02     |
| 8.  | "Wintertime"                  | Cliff Coulter                  | 3:17     |
| 9.  | "Let Me Be the One You Need"  | Withers, Scarborough           | 4:44     |

Pistas extras en reediciones 
| 10. | "Rosie"                                             | Withers              | 4:11 |
| 11. | "Lovely Night for Dancing" (versión disco sencillo) | Withers              | 4:25 |
| 12. | "Let Me Be the One You Need" (versión instrumental) | Scarborough, Withers | 4:3  |

## Intérpretes
- Bill Withers : voz principal (1-9), coros (1-4, 6-9), guitarra (2), teclados (3)
- Ray Parker Jr. - guitarra (1, 4-7)
- Clarence McDonald : teclados (1, 4, 6, 7, 9), arreglos de cuerdas (1, 6, 8), arreglos de trompeta (6, 8), arreglos (7)
- Dean Gant - teclados (2)
- Clifford Coulter – teclados (5, 8), solo de sintetizador (8)
- Mike Jones - sintetizadores (6)
- Jerry Knight - bajo (1, 4, 6)
- Keni Burke - bajo (2, 3, 5, 7, 8, 9)
- Russ Kunkel – batería (1, 2, 7, 8, 9), coctelera (1)
- Alvin Taylor - batería (3-6)
- Ralph MacDonald - percusión (1-4, 6-9)
- Paul Riser – arreglos de trompeta (2-4, 9) arreglos de cuerdas (2-5, 9)
- Charles Veal - concertino (1-4, 6-9)
- Pat Hodges - coros (5)
- Denita James - coros (5)
- Jessica Smith - coros (5)

### Productores
- Bill Withers - productor (1-9)
- Clarence McDonald - productor (1, 4, 6, 7, 9)
- Keni Burke - productor (2, 3, 5)
- Clifford Coulter - productor (8)
- Bob Merritt - ingeniero
- Phil Jantaas - ingeniero asistente
- Roger Carpenter - diseño
- Playa de Lou – ilustración
- Elliot Gilbert – fotografía

## Listas de éxitos
| Listados(1978)                        | Posición más alta |
| ------------------------------------- | ----------------- |
| US Billboard 200                      | 39                |
| US Top R&B/Hip-Hop Albums (Billboard) | 16                |

| Lista (1978)                          | Posición |
| ------------------------------------- | -------- |
| US Top R&B/Hip-Hop Albums (Billboard) | 50       |

### Discos sencillos
| Año  | Disco sencillo             | Posición          | Posición | Posición |
| Año  | Disco sencillo             | Billboard Hot 100 | US R&B   | US A/C   |
| ---- | -------------------------- | ----------------- | -------- | -------- |
| 1977 | "Lovely Day"               | 30                | 6        | 25       |
| 1978 | "Lovely Night for Dancing" | —                 | 75       | —        |